# Formaciones populares de Ya Ali
Formaciones populares de Ya Ali es un grupo de milicia chiita en Irak. Se ha informado de que el grupo participa en represalias contra sirios residentes en Irak, en particular contra aquellos que apoyan a Hay'at Tahrir al-Sham.

## Historia
Surgió un vídeo que muestra al grupo atacando a trabajadores sirios en Irak. Las imágenes mostraban a tres milicianos enmascarados represar y condenando a sirios, acusándolos de apoyar a HTS. A uno de los miembros de la milicia se le vio portando una pistola.
En un comunicado, el grupo prometió venganza contra cualquier persona que celebra la violencia contra los alauitas. El grupo afirmó que la inacción del gobierno iraquí los ha obligado a "tomar cartas en el asunto". El grupo también afirmó que "perseguirá a todos los sirios que apoyen a Jolani y los expulsará del país". 
El grupo afirmó que "siguió" las actividades de sirios iraquíes en las redes sociales que "elogiaron" el gobierno del presidente sirio Ahmed Al-Shara y las operaciones de las fuerzas de seguridad sirias contra los leales a Assad.
El primer ministro iraquí, Mohammed Shia' Al Sudani, condenó el ataque del grupo y lo calificó de "vergonzoso acto de violencia contra varios hermanos sirios que trabajan en Irak". Ordenó la formación de un equipo de seguridad para rastrear a las personas responsables de "cometer actos vergonzosos de violencia" contra ellos. "  Las fuerzas de seguridad iraquíes también han arrestado al menos a 13 personas por "promover grupos terroristas" y "apoyar" asesinatos en masa de alauitas sirios . 
En las redes sociales se ha afirmado que el grupo está afiliado a las Fuerzas de Movilización Popular, grupos paramilitares respaldados por Irán, o al Cuerpo de la Guardia Revolucionaria Islámica, una rama de las Fuerzas Armadas de Irán.[cita requerida]